# El vuelo de la victoria
El vuelo de la victoria est une telenovela mexicaine diffusée entre le 10 juillet 2017 et le 12 novembre 2017 sur Las Estrellas,,.

## Synopsis
L'histoire commence en 1993... Quand Cecilia (Natalia Guerrero), une jeune fille âgée de 20 ans, de la haute société, tombe enceinte d'un employé de son hacienda. Pour cette raison, son père l'oblige à se débarrasser du bébé. Impuissante, sans argent, et sans autre choix, Cecilia laisse sa fille nouveau-née à l'hacienda Seis Potros qui appartient à la famille Santibáñez. Elle s'en va avec un seul espoir : cette famille adoptera cette enfant et lui offrira une vie meilleure que la vie qu'elle pourrait lui offrir.
Mais c'est Chencha (Verónika con K) qui recueille l'enfant et à partir de ce moment-là elle devient la nouvelle mère du bébé. Maintenant, elle doit réussir à élever l'enfant sans déranger les propriétaires de la maison, surtout Dona Gloria (Susana Dosamantes), maîtresse de l'hacienda, une femme sans cœur et pleine de sang froid qui marquera le destin de l'enfant.

## Distribution
- Paulina Goto : Victoria Tonantzin
- Andrés Palacios : Raúl de la Peña Muela
- Mane de la Parra : Andrés Santibáñez Calzada
- Elizabeth Álvarez : Magdalena Sánchez
- Jorge Poza : Julio Montaño
- Gaby Mellado : Adriana Hernández
- Natalia Guerrero : Cecilia de Acevedo
- Jorge Aravena : Jorge Acevedo
- René Strickler : Clemente Mendieta
- Verónika con K : Crescencia "Chencha" Tonantzin
- Susana Dosamantes : Gloria Calzada vda. de Santibáñez
- Helena Rojo : María Isabel Muela vda. de la Peña
- Susana González : Isadora Duncan
- Arturo Peniche : Braulio Zavala
- Roberto Blandón : Santiago Santibáñez Calzada
- Juan Pablo Gil : Arturo Acevedo
- Pía Sanz : Luz Clarita
- Tania Lizardo : Usumacinta
- Eva Cedeño : Cristina Rivadeneira Montero
- Ana Lorena Elorduy : Elsa de la Peña Sánchez
- Clarisa González : Elena Santibáñez Calzada de Montaño
- Briggitte Bozzo : Ángela "La Niña Fantasma"
- Lalo Palacios : Elías
- Isadora González : Mireya
- Rafael Amador : Padre Esteban
- Lizetta Romo : Zulema
- Susana Lozano : Maritza Zavala
- Mauricio García Muela : Leonardo de la Peña Muela
- Guillermo Avilán : Ernesto Coral
- Jorge Gallegos : Ignacio "Nacho"
- Alejandro Cuétara : Félix
- Andrés B. Durán : Alfredo
- Jaime Maqueo : Andrés Santibáñez (jeune)
- Alejandro Izaguirre : Santiago Santibáñez (jeune)
- Leonardo Andriessen : Alejandro Tonantzin / Sebastian Zavala
- Mathías Anthuano : Fénix Montaño Santibáñez
- Kamil Omael : Crescencio "Chencho" Tonantzin
- Palmeira Cruz : Milagros
- María Andrea Araujo : Tania

## Diffusion
- Las Estrellas (2017)

### Sources
- (en) Cet article est partiellement ou en totalité issu de l’article de Wikipédia en anglais intitulé « El vuelo de la victoria » (voir la liste des auteurs).